# Lipsk
Lipsk, (Litouws: Liepinė) is een stad in het Poolse woiwodschap Podlachië, gelegen in de powiat Augustowski. De oppervlakte bedraagt 4,97 km², het inwonertal 2520 (2005).